# Streem
Streem ist ein Berliner Kunstmagazin. Es ist bundesweit das erste Straßenmagazin, das für bedürftige und obdachlose Menschen gratis erhältlich ist. Es bietet ambitionierten Künstlern ein Forum und wird von bekannten Persönlichkeiten unterstützt. Ansprechen soll Streem vor allem junge Leute.

## Geschichte
Vorläufer des Streem ist das Streetmag, das ab Februar 2011 etwa alle drei Monate mit einer Auflage von 20.000 Exemplaren erschien. Das Magazin wurde von Marija Stojanovic mit Unterstützung von Aleksandar Vidojkovic gegründet, der Druck erfolgte bei der Berliner Zeitungsdruckerei. Unterstützung erhält das Magazin u. a. vom Berliner Kunstverein GeniusArt-Corp. e. V. Ein Partner bei Realisierung, Promotion und redaktionellen Beiträgen ist der Radiosender FluxFM.
Ein gleichzeitiger Vertrieb in Stuttgart erhielt 2012 keine Genehmigung, auch wurde eine Konkurrenz zur dort erscheinenden Straßenzeitung Trott-war befürchtet.
Nach sechs Ausgaben wurde das Projekt Streetmag im Februar 2013 eingestellt. Seit Dezember 2013 erscheint nun das Magazin unter dem neuen Namen. Inzwischen ist Stojanovic alleinige Herausgeberin und Chefredakteurin. Im Jahr 2014 sind vier Ausgaben in einer Auflage von je 20.000 Exemplaren erschienen.

## Gestaltung
Streem wird von sozial engagierten Berlinern mit Beiträgen von Autoren, Malern, Fotografen, Illustratoren, Filmemachern u. a. kostenlos gestaltet, alle drei Ausgaben sollte ein neues Team das Layout übernehmen.

## Finanzierung
Das Magazin wird durch Einnahmen aus Wohltätigkeitsveranstaltungen sowie mittels Werbeeinnahmen, Anzeigen und durch eine begrenzte Anzahl an Abos finanziert (Stand: Dezember 2014).

## Vertrieb
Verkauft wird das Magazin in Berlin hauptsächlich von obdach- oder mittellosen Menschen denen der volle Erlös (empfohlener Preis: 1,50 Euro) zur Unterstützung in ihrer schwierigen Lebenssituation zugutekommen soll.